# Greifswalder Marktplatz mit der Familie Friedrich
Der Greifswalder Marktplatz mit der Familie Friedrich ist ein Aquarell des deutschen Künstlers Caspar David Friedrich. Es entstand im Juli oder August 1818 auf der Hochzeitsreise des Malers und seiner jungen Frau Caroline nach Rügen bei ihrem Aufenthalt in Friedrichs Heimatstadt Greifswald. Das Gastgeschenk an seinen Bruder Heinrich zeigt alle in der Stadt lebenden Familienmitglieder. In seiner topografisch realistischen Darstellung ist das 54 × 67 cm große Blatt ungewöhnlich für seinen Schöpfer. Bis zum Erwerb für das Museum der Stadt Greifswald im Jahr 1953 verblieb das sehr persönliche Kunstwerk in Familienbesitz. In den 2000er-Jahren erfolgte der Transfer in die Sammlung des neu eingerichteten Pommerschen Landesmuseums.

## Beschreibung

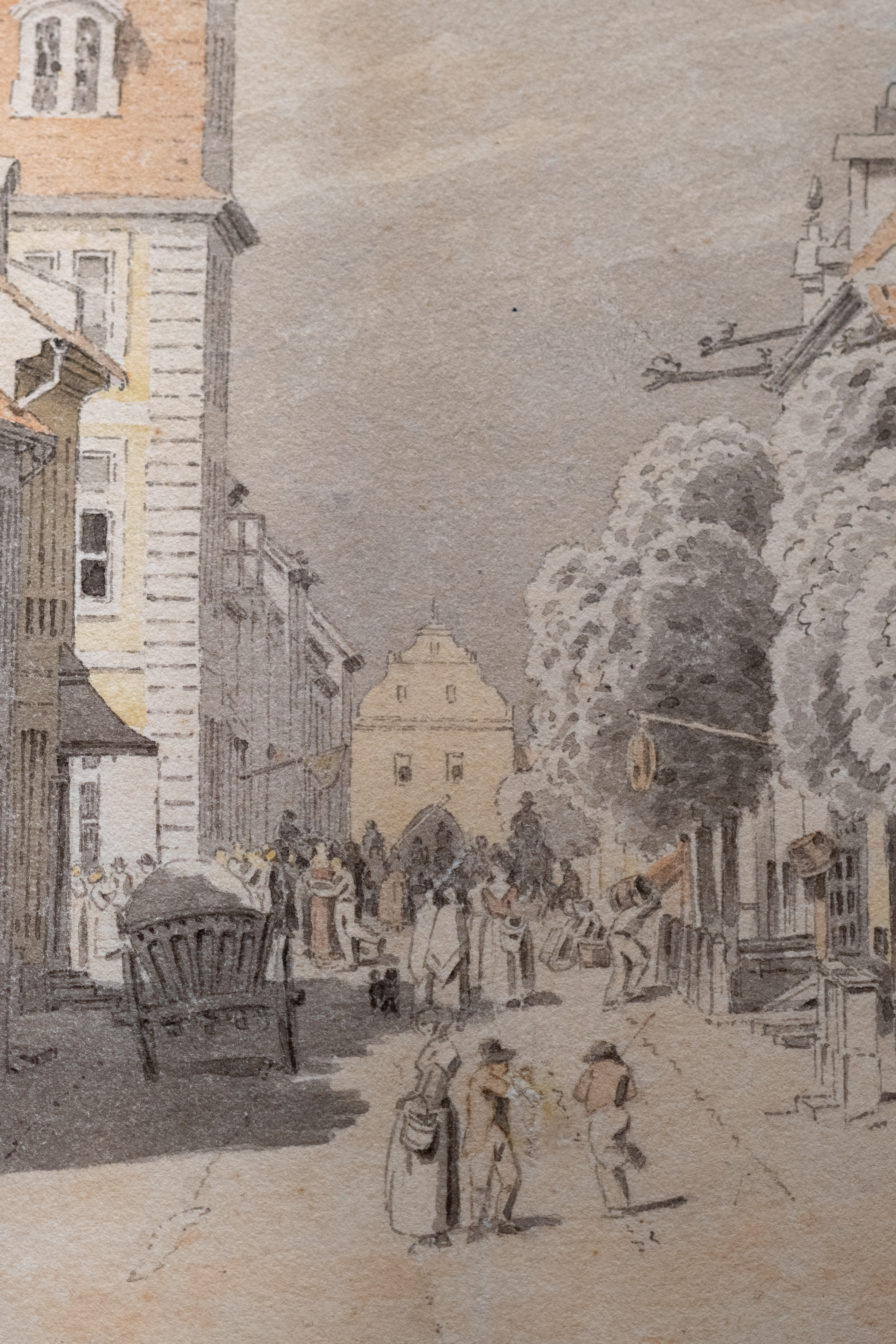
Die Lange Straße bis zum Vettentor

Der Künstler wählte für seine Darstellung ein querrechteckiges Bildformat, Velinpapier als Bildträger und unterschiedliche Techniken, wodurch das Blatt sowohl als Aquarell als auch als aquarellierte Federzeichnung klassifiziert werden kann. Zu sehen ist ein Ausschnitt des Greifswalder Marktplatzes mit dem Rathaus auf der linken Seite und der Ratsapotheke in der Bildmitte. Daran angrenzend öffnet sich dem Betrachter ein weiter Blick Richtung Westen in die Lange Straße bis zum 1868 abgebrochenen Vettentor. Deren lange Häuserreihe führt auf der rechten Bildseite zum Marktplatz zurück. Letzterer wird bevölkert von zwei zusammenstehenden Personengruppen – drei Frauen mit zwei Kindern sowie vier Männern –, mehreren Kinder in und um einen Pferdewagen herum sowie arbeitenden, promenierenden und sich unterhaltenden Menschen.

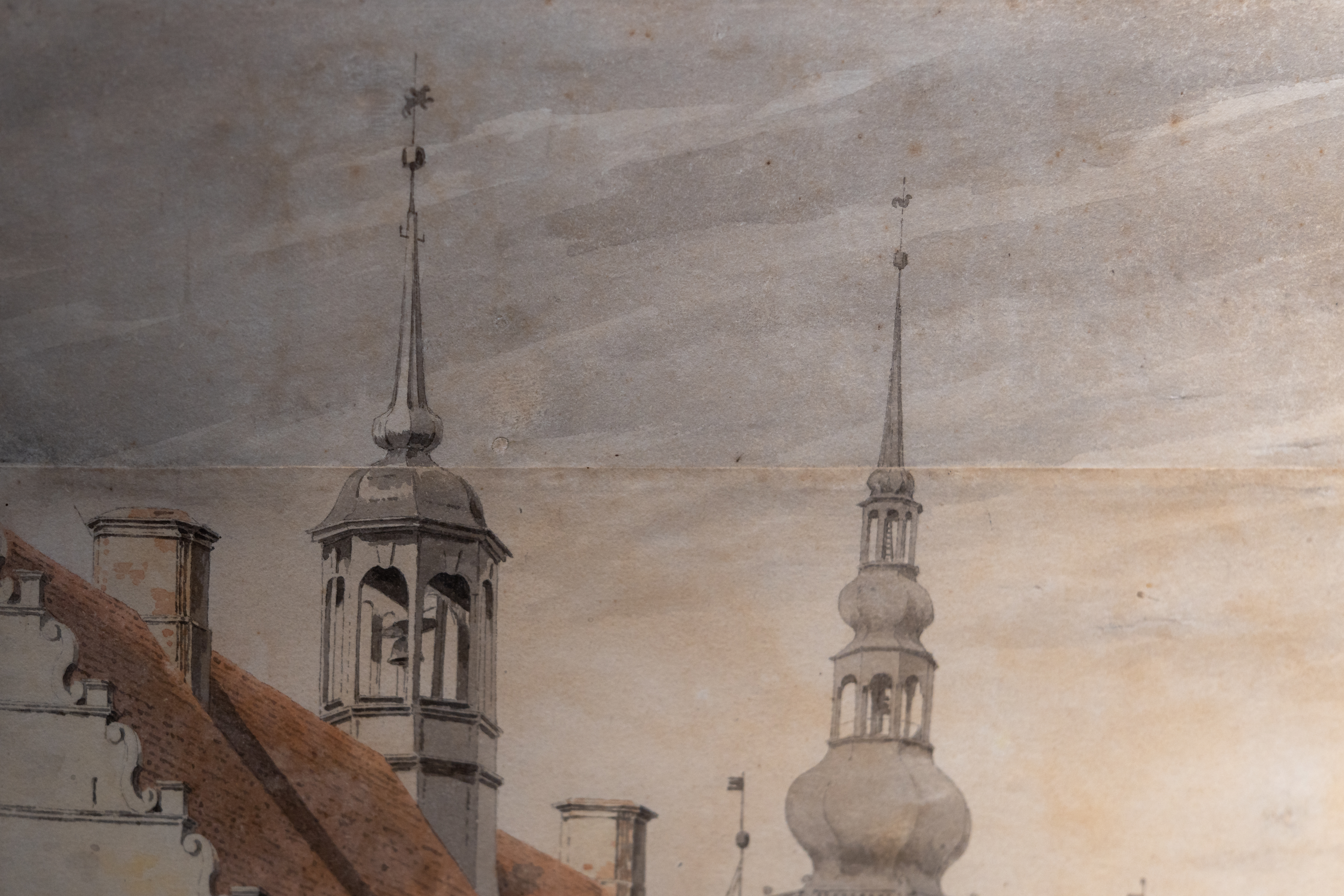
Angestückter Papierstreifen für die Türme

Im Hintergrund erhebt sich der hohe Glockenturm des Greifswalder Doms, für dessen Abbild Friedrich einen 8,7 cm breiten Streifen Velinpapier anstückte. Der Blickwinkel auf das Geschehen verortet den Zeichner etwas erhöht, möglicherweise saß er am Fenster in einem gegenüberliegenden Haus. Bei der Farbgebung entschied er sich für ein Ziegelrot sowie Grau und Blau. Die leicht übergroß dargestellten Männer im Vordergrund lassen auf eine Porträtabsicht schließen.

## Personen
Tatsächlich sind die Hauptfiguren eindeutig identifizierbar. Wenn nicht anders vermerkt, entstammen die folgenden Angaben der Graphic Novel, einer Publikation anlässlich des Caspar-David-Friedrich-Jubiläumsjahrs 2024.

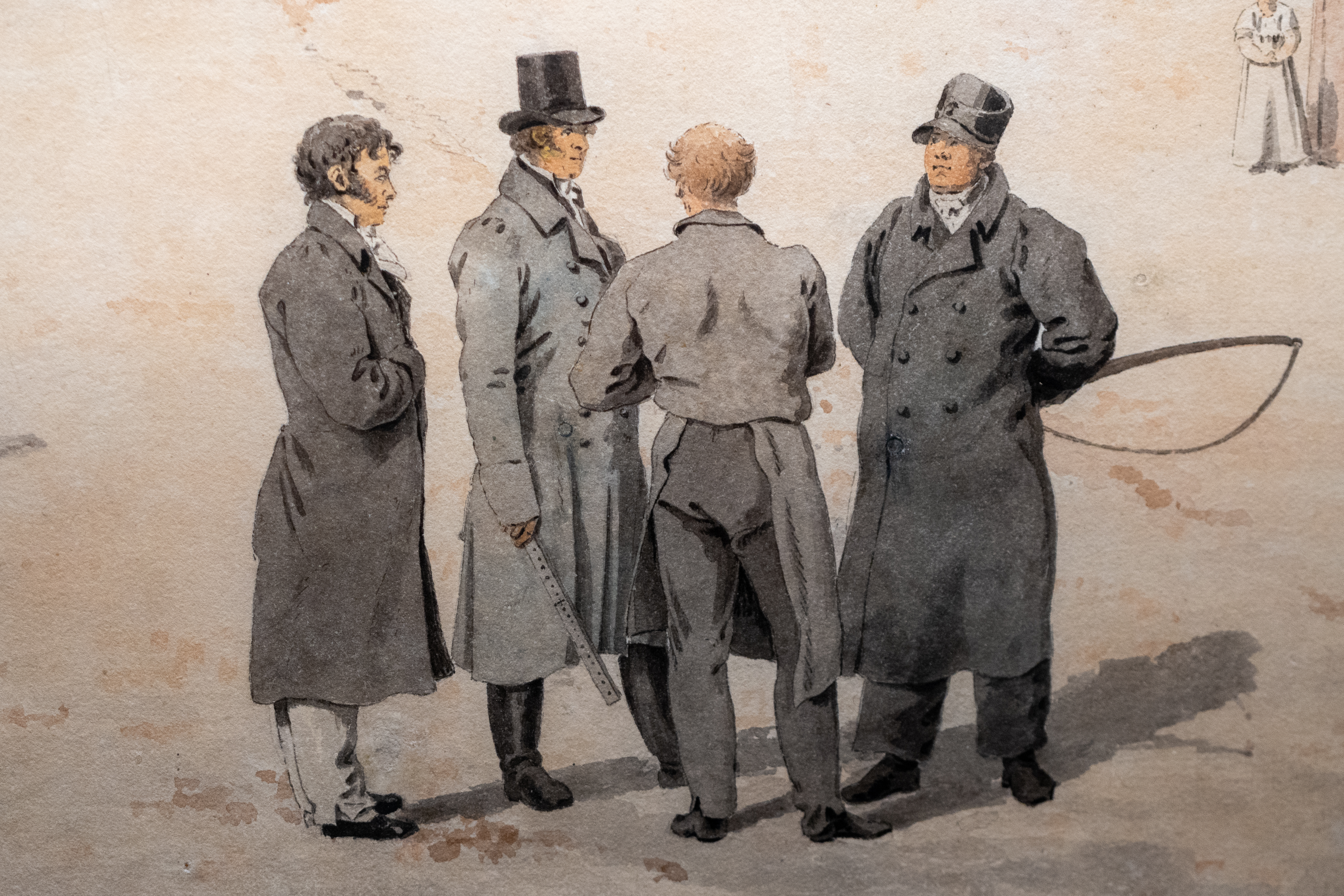
Die Brüder und ein Vetter des Künstlers

Die dominante Vierergruppe zeigt die drei Brüder des Künstlers und, etwas abseits, einen Vetter:
- (Johann Christian) Adolph (* 10. März 1770; † 23. Juni 1838): Wie die Peitsche in seiner Hand demonstriert, ist der Älteste der Brüder mit der rechts im Bild befindlichen Kutsche vorgefahren. Er und seine Frau Grete wohnten zusammen mit den vier Kindern sowie Gehilfen in der Langen Straße 28. In den Kellerräumen des Gebäudes befand sich die 1765 gegründete Lichtgießer- und Seifensieder-Werkstatt, die Adolph 1809 nach dem Tod des Vaters Adolph Gottlieb Friedrich übernommen hatte.
- (Johann) Heinrich (* 19. Januar 1777; † 28. Februar 1844): Der nach Caspar David nächstjüngere Brüder steht mit dem Rücken zum Betrachter vor seinem 1809 erworbenen Haus, in dem der Künstler aller Wahrscheinlichkeit nach Position genommen hatte. Der seit 1814 verwitwete „Hinnar“ bezog die in Adolphs Werkstatt gegossenen Kerzen, stellte selbst Seifen her und verkaufte die Produkte in seinem Laden am Großen Markte 10. Die umgebundene Schürze repräsentiert den stets betriebsamen Unternehmer. Nach dem Tod seiner Frau Erdmute Amalie Henriette, geb. Hube (1791–1814) war der Witwer Alleinerziehender von vermutlich zwei Söhnen.[2]
- (Joachim) Christian Friedrich (* 22. Februar 1779; † 8. Mai 1843): Der jüngste Bruder von Caspar David war Kunsttischler und Tischler-Ältermann. Der Zollstock als Attribut verweist auf diese Profession. Der seit 1813 mit Elisabeth verheiratete und mit seiner Familie in der Nähe des Doms St. Nikolai wohnende 35-Jährige entwarf Ladeneinrichtungen, später auch die Kanzel, das Orgelgehäuse und die Bänke des Gotteshauses. Zudem fertigte er Holzschnitte nach Zeichnungen seines Bruders, Jacques Callots und anderen Künstlern an. Im Bild tritt er als Bürger in Gehrock und Zylinder auf.
- Joachim Friedrich Präfke (auch Praefke oder Praefcke) (* 13. April 1783; † 27. Juli 1845): Der aus Neubrandenburg stammende Cousin väterlicherseits galt als „meisterhafter Witzeerzähler und Wortverdreher“. Laut einer Zeitungsannonce handelte er 1818 mit „grauen Leinwänden“ in Heinrichs Haus, wo beide „in einer Wohngemeinschaft“ lebten.[3] Bisher ging die Literatur bei dem Dargestellten von dem 1773 geborenen Schwager gleichen Namens aus. Dieser war mit Maria Dorothea Friedrich (s. u.) verheiratet gewesen. Bei dem „Kaufmann“, der „gleichfalls am Markt (damals Nr. 7/8) wohnte, daher ohne Hut; er trägt den Rock des Bürgers, dessen Würde er 1817 erworben hatte“,[4] muss es sich um den jüngeren Mann handeln, der ältere war gebürtiger Greifswalder.[5]

Zu den Frauen im Bild fallen die Angaben aufgrund der dürftigen Faktenlage knapper aus:

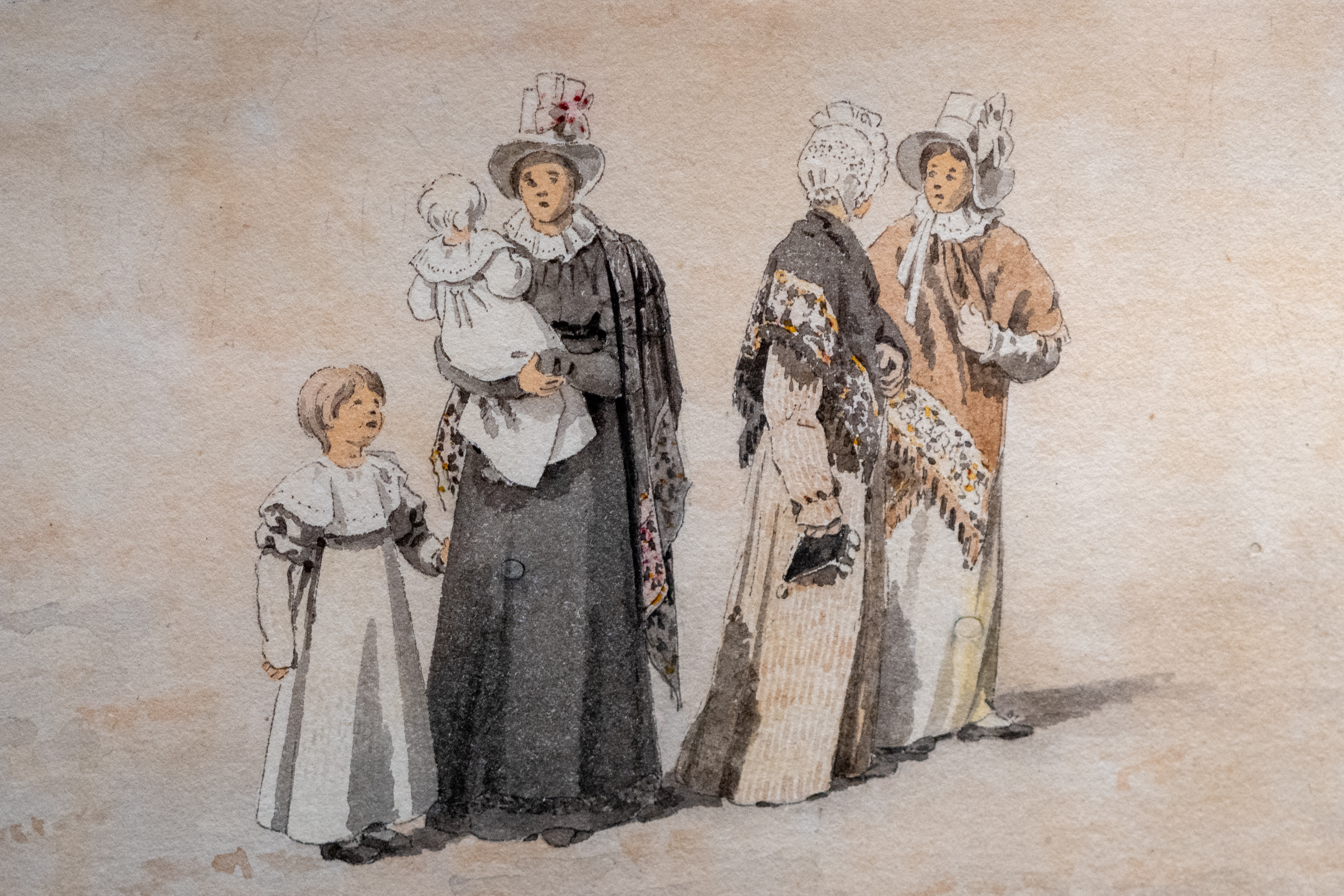
Die Frauengruppe, vorne Elisabeth mit Kindern

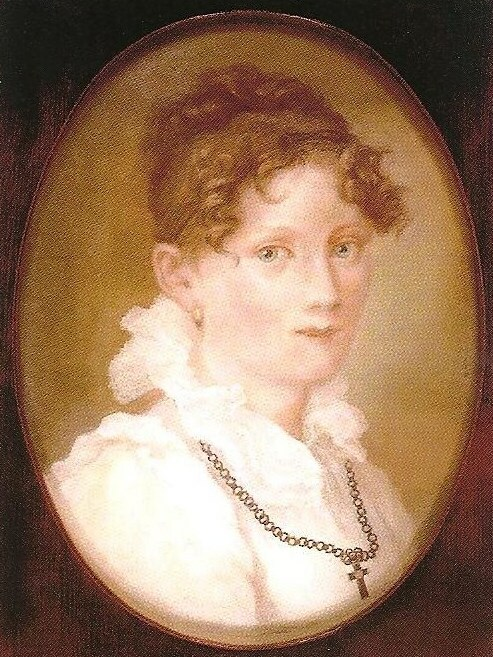
T. L. Pochmann: Porträt Caroline Friedrich, um 1824

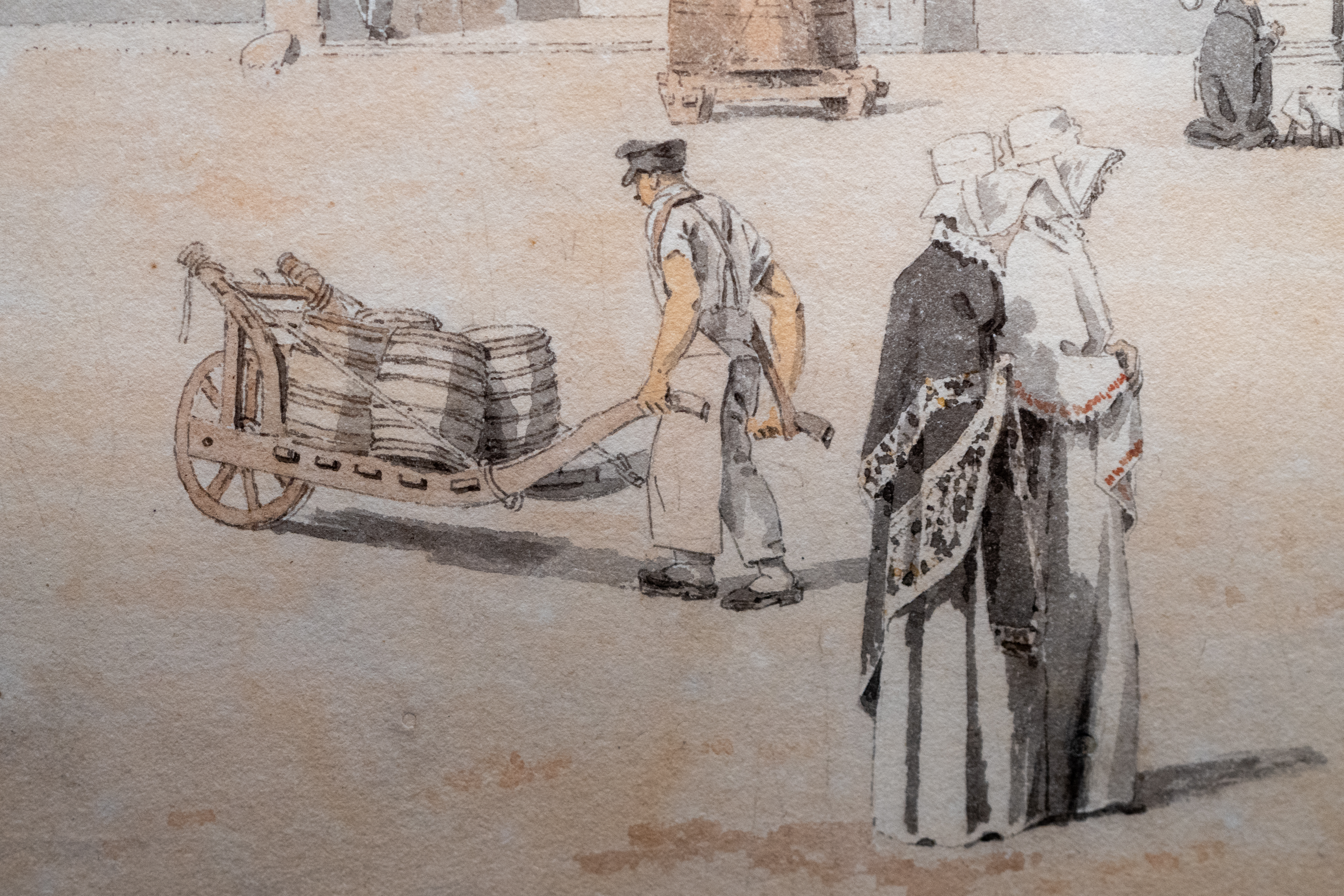
Zwei verhüllte Gestalten und ein Hausknecht

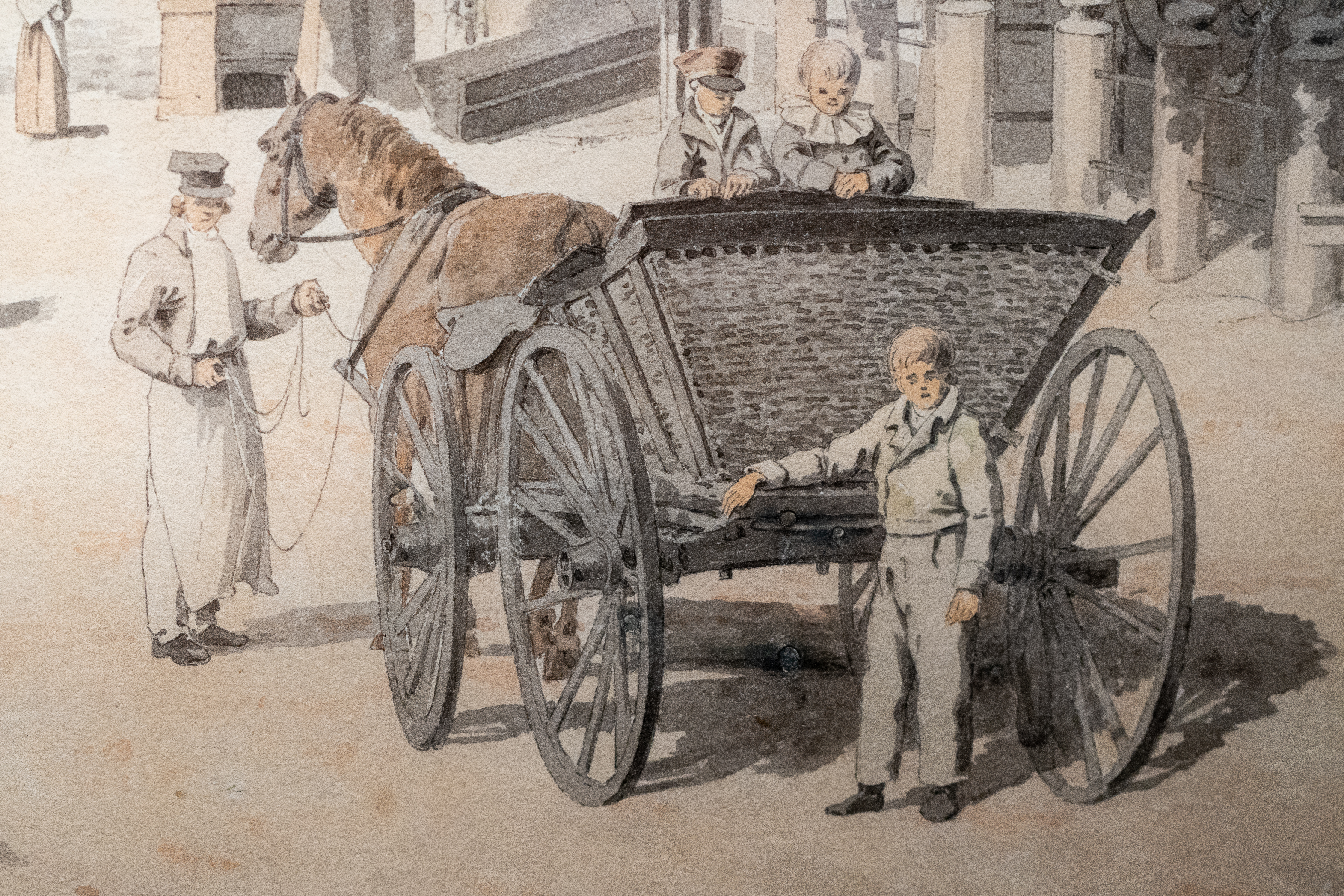
Die Kinder Adolphs und Heinrichs

Die vordere Gruppe zeigt links Christians Ehefrau Elisabeth, geb. Westphal (1795–1866) mit Tochter Caroline, genannt Lina (* 1814), am Rockzipfel und Söhnchen Adolf Heinrich (* 1817) auf dem Arm. Daneben steht Adolphs Ehefrau Margarete (Friederika Magdalene), geb. Brückner (1772–1820), genannt Grete – entweder im Gespräch mit ihrer Schwester Wilhelmine, verw. Jarmer oder evtl. Caspar Davids Ehefrau Caroline, geb. Bommer. Trifft Letzteres zu, irrt Börsch-Supan in seiner Bemerkung, weder der Maler noch seine Frau erschienen im Bild.
Fragen werfen auch die beiden in Schultertuch und Haube gewandeten Frauen dahinter auf: Stellte der Künstler hier Friedericke („Frietzchen“, 15 Jahre) und Dorothea („Dörtchen“, 14 Jahre), die beiden jugendlichen Töchter Adolphs, oder Margarete und Wilhelmine noch einmal „in ähnlichem Kostüm“ dar? Da ihr Gesicht unsichtbar bleibt, könnte es sich auch um zufällige Passantinnen handeln, deren Kleidung den Wohlstand einer florierenden Stadt ausdrückt. Ganz sicher flanieren hier nicht „die Frauen von Adolf und Heinrich“, denn Letzterer war seit vier Jahren verwitwet. Als verhüllte Gestalten verkörpern sie möglicherweise auch verstorbene Familienangehörige wie Friedrichs Schwestern Catharina Dorothea, verh. Sponholtz (* 19. Juli 1766; † 22. Dezember 1808) und Maria Dorothea, verh. Praefke (* 5. April 1768; † 27. Mai 1791). Die erwähnte Doppel-Darstellung wäre nach Wilhelm-Kästner kein Einzelfall. Er deutet unter anderem auch die Mutter am Eingang zur Langen Straße und die Männergruppe im Schatten als Motivwiederholungen. Belege finden sich hierzu keine.
Adolph war mit dem rechts im Bild stehenden Pferdewagen gekommen. Aus diesem schauen die beiden gleichaltrigen Söhne von Adolph und Heinrich, Karl (* 1811) und Heinrich (* 1811) in Richtung des Betrachters. Den älteren Bruder Karls, Gustav Adolf (* 1809), Neffe und Patenkind Caspar Davids, hat der Künstler vor der Wagenrückseite platziert. Ein Gehilfe hält das Pferd an den Leinen; ein weiterer Hausknecht ist mit dem Transport einiger Talgfässer beschäftigt. Vor der Ratsapotheke sitzt der Pächter Carl Friedrich Biel. Wilhelm-Kästner nennt fälschlich den Ratsapotheker Schildener († 1803).

## Provenienz
Das Blatt ist nicht datiert, das Alter der fünf Kinder lässt jedoch auf die Entstehung während Friedrichs Besuch im Juli/August 1818 schließen. Wilhelm-Kästner sieht darin ein „Andenken für die Familie“, Börsch-Supan „eine wahrscheinlich für seine Verwandtschaft gemalte Gelegenheitsarbeit“ und ein nicht genannter Verfasser ein „Erinnerungsbild und freundliches Gastgeschenk für seinen Bruder Heinrich“. Indiz dafür sei die getreue Erfassung der Wirklichkeit, die in Friedrichs Werk eine Ausnahme bilde. Tatsächlich verblieb das großformatige Aquarell in Heinrichs Haus am Markt.
Bis zum Ankauf durch das Museum der Stadt Greifswald verließ das Werk den Familienbesitz nicht. Die Provenienzforschung ermittelte folgende, durchweg in Greifswald lebende Eigentümer: 1864 Familie Friedrich, 1906 Johanna Friedrich, eine Nachfahrin von Friedrichs Bruder Heinrich und 1930 Sophie Siemssen, Mitglied einer Familie, die „in engem  verwandtschaftlichen Verhältnis zur Familie Friedrich stand“. Laut der einstigen Museumsleiterin Ursula Meyer erfolgte der Ankauf 1953 durch den Rat der Stadt Greifswald auf Betreiben des Kreisdenkmalpflegers Paul Schumacher, der das Haus zu diesem Zeitpunkt leitete. Museumsdirektor Fritz Lewandowski erwähnt in einer Publikation von 1993, der „Marktplatz von Greifswald“ sei schon vor dem Erwerb der Ruine Eldena im Riesengebirge (1934) „als Leihgabe in die Sammlung aufgenommen worden“.
Ab dem Jahr 2000 ging die Sammlung des Museums der Hansestadt Greifswald im Pommerschen Landesmuseum auf. Dort wird das Werk unter der Inv.-Nr. K1/251 geführt.

## Ausstellungen
Ältere Ausstellungen geben Börsch-Supan und Grummt folgendermaßen an: Berlin 1906, Nr. 2453 (ca. 1813); Breslau 1913, S. 401, Nr. 10; Greifswald 1930, Nr. 13; Greifswald 1956, Nr. 27; Greifswald 1963, Nr. 3; Greifswald 1967, Nr. 26.
Anlässlich seines 250. Geburtstags 2024 widmete das Pommersche Landesmuseum dem in Greifswald geborenen Maler drei Ausstellungen: Caspar David Friedrich. Lebenslinien (28. April – 4. August), Caspar David Friedrich. Sehnsuchtsorte (18. August – 6. Oktober) und Caspar David Friedrich. Heimatstadt (16. Oktober – 5. Januar 2025). Im Erdgeschoss führte eine großformatige Reproduktion des Aquarells sowie ein Modell des Marktplatzes, Informationstafeln und Schaukästen die Besucher in das Thema Greifswalder Marktplatz mit Familie Friedrich ein.

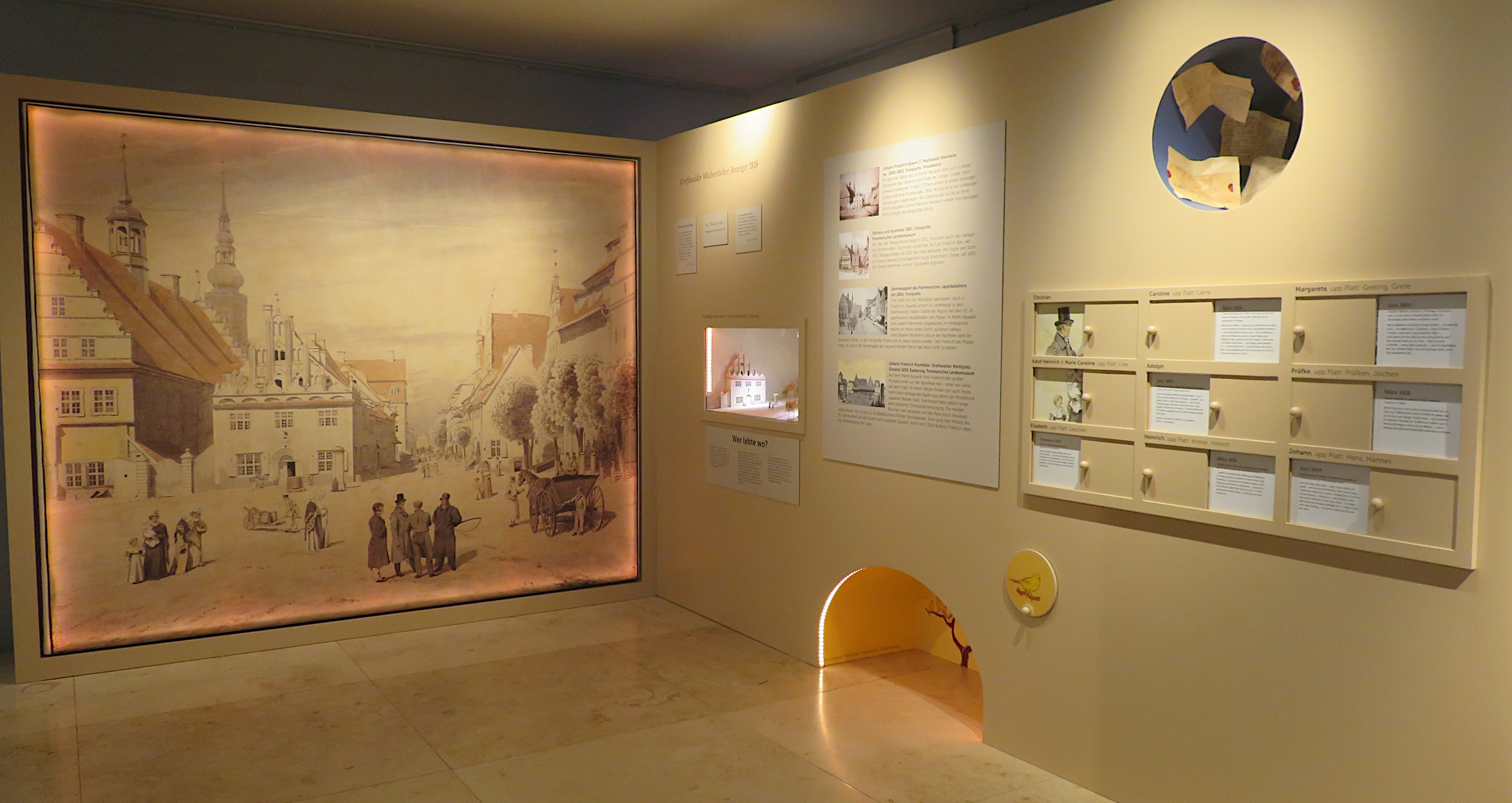
Infobereich
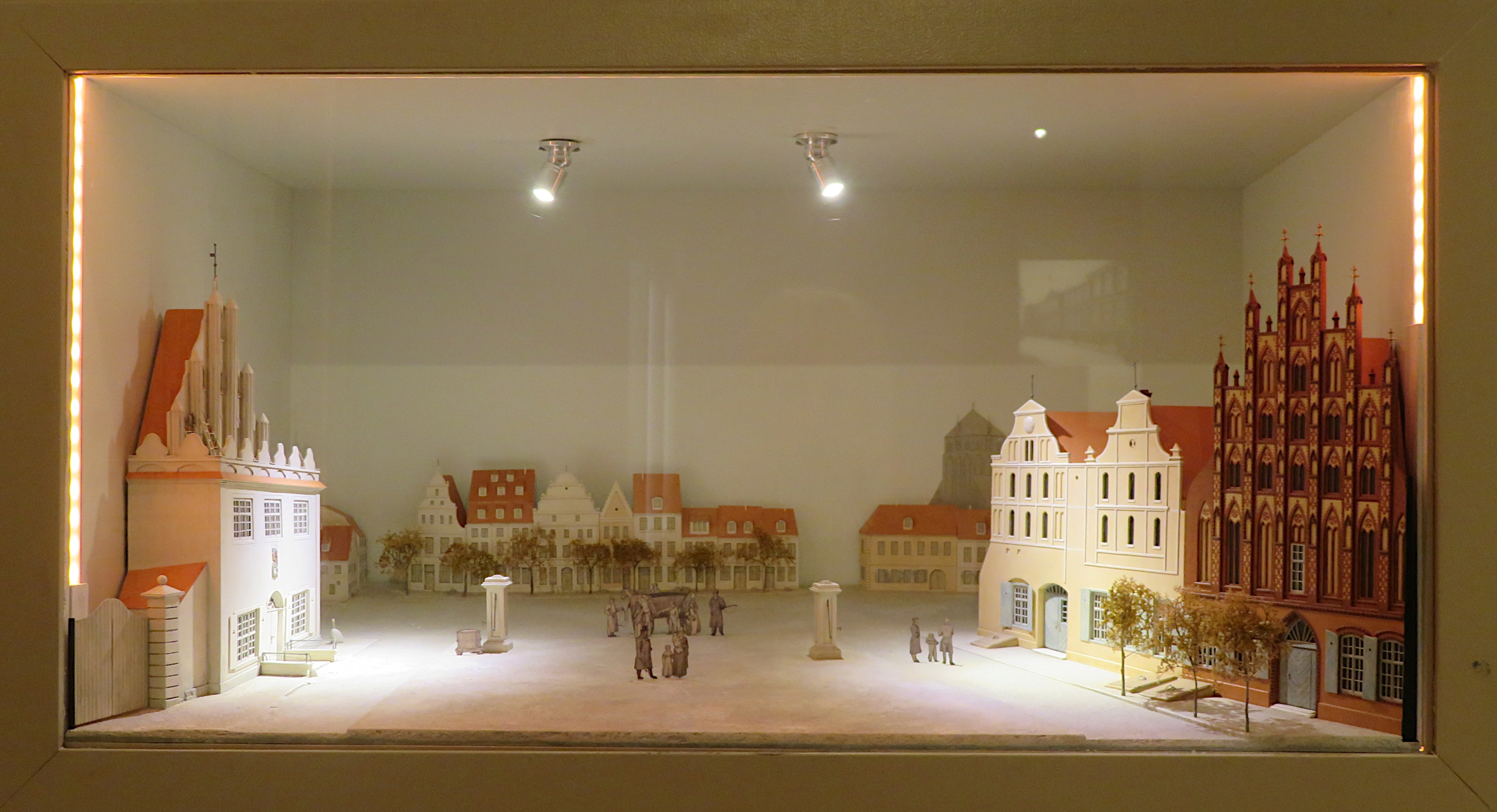
Modell des Marktplatzes
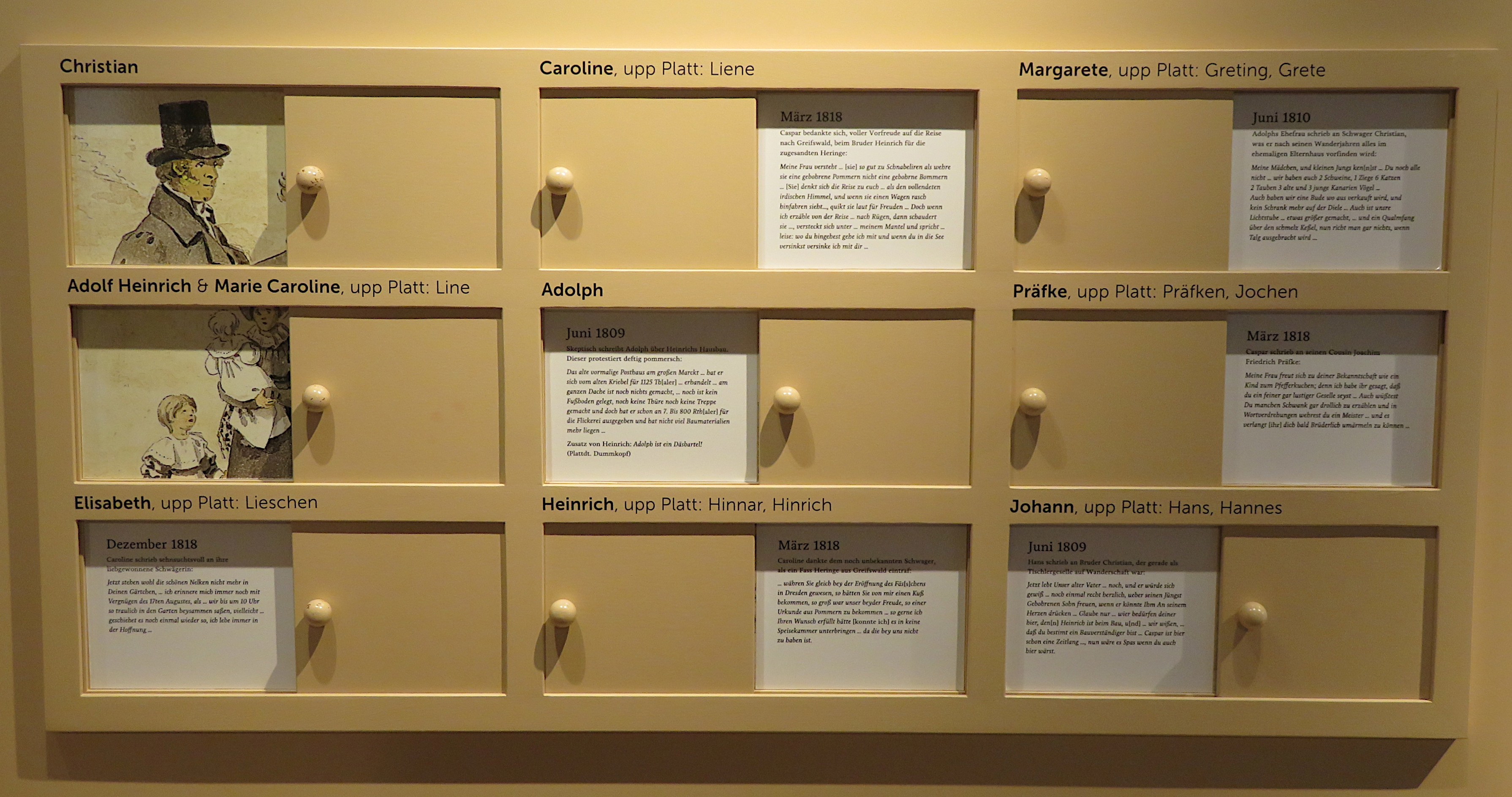
Familienmitglieder